# Сворава (Лодзинське воєводство)
Сворава (пол. Sworawa) — село в Польщі, у гміні Поддембиці Поддембицького повіту Лодзинського воєводства.
Населення — 396 осіб (2011).
У 1975-1998 роках село належало до Серадзького воєводства.

## Демографія
Демографічна структура станом на 31 березня 2011 року:
|          | Загалом | Допрацездатний вік | Працездатний вік | Постпрацездатний вік |
| -------- | ------- | ------------------ | ---------------- | -------------------- |
| Чоловіки | 203     | 39                 | 138              | 26                   |
| Жінки    | 193     | 28                 | 106              | 59                   |
| Разом    | 396     | 67                 | 244              | 85                   |